# Vida Samadzai
Vida Samadzai (nascida em 22 de fevereiro de 1978) é uma actriz afegã-americana, modelo e concorrente de concursos de beleza que foi Miss Afeganistão, em 2003. Como a primeira mulher afegã a participar em um concurso de beleza desde 1974, a sua aparição em um biquini vermelho na edição de 2003 do concurso Miss Terra, gerou imensa polémica na seu país natal. Em 2011, ela era uma das participantes do reality show Bigg Boss.

## Biografia
Samadzai, de etnia pachtun, nasceu e foi criada em Cabul, no Afeganistão, e se mudou para os Estados Unidos no ano de 1996. Ela se formou pela Universidade do Estado da Califórnia, em Fullerton, e tornou-se numa cidadã dos EUA Samadzai também ajudou a fundar instituições de caridade para mulheres, que pretende sensibilizar sobre os direitos das mulheres e a educação no Afeganistão.
Ela foi a segunda Miss Afeganistão a participar em um concurso de beleza desde que Zohra Daoud foi coroada Miss Afeganistão, em 1974. A sua participação no concurso de beleza Miss Terra, em 2003, foi uma performance condenada pelo Supremo Tribunal Federal do Afeganistão, dizendo que tal exposição do corpo feminino vai contra a lei Islâmica e a cultura do Afeganistão. Em particular, os tradicionalistas foram contra à sua aparição em um biquíni vermelho durante a apresentação à imprensa internacional. Graças à sua participação, foi-lhe dado o prémio especial "Beleza por uma Causa", no ano em que a competiu na Miss Terra.
No ano seguinte, Samadzai voltou para o concurso e esteve entre os 11 jurados que ajudaram na escolha de Priscilla Meirelles como Miss Terra 2004. Na coroação da noite, a jovem activista dos direitos das mulheres usava um vestido, dizendo: "eu não sei se eles vão ter algum problema desta vez porque eu não estou mostrando nenhuma parte da minha pele nem vestindo um fato de banho".

## Prémios e conquistas
No dia 1 de Maio de 2005, Vida Samadzai ganhou o concurso de beleza Ms. América 2005-06.